# Spot-on
Spot-on (angl. spot = skvrna, flíček) je označení místně aplikované lékové formy, která se využívá především ve veterinární medicíně. Léčivo se aplikuje ve formě roztoku na malou plochu kůže zvířete (obvykle na hřbetě mezi lopatkami). Využívá se zejména u přípravků proti parazitům, které obsahují látky, jež se díky svým fyzikálněchemickým vlastnostem spontánně šíří v srsti takto ošetřeného zvířete.